# Il posto
Il posto és una pel·lícula italiana del 1961 dirigida per Ermanno Olmi. El film, rodat en blanc i negre, es basa en la tradició del neorealisme italià i explora moltes de les pràctiques deshumanitzadores de les empreses comercials, des del punt de vista d'un jove italià de l'època. La pel·lícula, rodada a Milà, és en part una sàtira sobre l'anomenat "miracle econòmic italià".
Presentada al Festival Internacional de Cinema de Venècia, va guanyar el Premi de la Crítica, guanyant fama internacional a Olmi en la seva segona pel·lícula com a director. En 2001, el Festival de Cinema de Bellaria (fins al moment anomenat Anteprimaannozero) va celebrar els quaranta anys de la seva estrena. La pel·lícula també va ser seleccionada entre les "100 film italiani da salvare.

## Argument
La pel·lícula conta la història de Domenico, un jove que renuncia a acabar els seus estudis a causa de les dificultats econòmiques de la seva família. Buscant ocupació en una gran empresa de la ciutat, ha de passar per una estranya sèrie d'exàmens, proves físiques i entrevistes. Durant un breu respir de les proves, coneix Antonietta, una jove que ha renunciat de manera similar als seus estudis davant la necessitat de diners per a mantenir-se ella i la seva mare. En el curs d'aquesta conversa, prendran cafè a una cafeteria local, i parlen de la vida i de les seves ambicions respectives. Domenico se sent atret per la jove, però no triguen a distanciar-se, ja que ocupen llocs de treball en diferents departaments.
Un superior informa el jove que de moment no hi ha llocs d'oficina disponibles, i ha d'acceptar un treball com a missatger a l'espera d'una millor oportunitat, la qual cosa va afectant l'amor propi de Domenico. En la pràctica d'una diligència, torna a trobar-se amb Antonietta, que ara treballa com a mecanògrafa. Ella el convida a una festa, a la qual ell aconsegueix acudir ja molt tard. En arribar a la festa, es fa amic d'una parella major malgrat estar deprimit perquè Antonietta no acaba de presentar-se. Una dona madura li demana ballar i ell, després de prendre's unes copes, accepta a contracor; per fi comença a divertir-se, oblidant la tristesa del seu treball i l'absència d’Antonietta. L'endemà, se li ofereix un escriptori desocupat recentment per un empleat que acaba de morir (un aspirant a escriptor, que podria haver-se suïcidat). Se li trasllada a la part posterior de l'oficina, en una cantonada poc il·luminada, i els altres empleats es queixen de la seva relativa joventut per a ocupar un lloc tan "prestigiós". En acabar la pel·lícula, Domenico sap que ha obtingut aquest "treball per a tota la vida", assumint la desesperació d'una carrera administrativa sòrdida.

## Crítica
Olmi descriu amb honestedat i sentit de la realitat el món del treball, en una pel·lícula que tracta del «primer contacte de Domenico, encara íntegre, en les seves fresques disponibilitat i intel·ligència, amb el desolat, trist i lúgubre món dels colls blancs»». No es fa un comentari social explícit, sinó que es deixa a l'espectador reflexionar per si mateix sobre quin és el preu, pràctic i ideal, que el jove d'expressió melancòlica haurà de pagar per haver guanyat, sense si més no esforçar-se, aquest lloc de treball fix.
No sols és una història individual, sinó que es refereix a la transició històrica de tota una societat. El propi director va afirmar en una entrevista: «Les meves primeres pel·lícules són històries sobre la pobresa, però en elles sempre hi ha una mica de la història del nostre país, de la transició de les societats pageses al món obrer i a la nova burgesia. A Il posto això es veu a la casa de Domenico, una granja en la qual ja no es treballa la terra, convertida en residència per a persones que treballaran a la fàbrica i a la ciutat. Als estables no hi ha animals sinó motos Lambretta sis-cents».
Segons Il Mereghetti. Dizionario dei film 2000, «es tracta d'una pel·lícula antiespectacular, plena de frivolitat irònica, que ofereix una imatge molt precisa de la classe mitjana baixa al Milà dels anys seixanta, amb tota l'atenció i la simpatia posades en el jove protagonista». (El Dizionario va puntuar el film amb tres estrelles sobre quatre).
Il posto, a l'hora de representar el món del treball al cinema italià, pot comparar-se amb els films Impiegati (1984), de Pupi Avati i amb Volevo solo dormirle addosso (2004), d'Eugenio Cappuccio.
El crític francès Jacques Lourcelles ha denominat a aquesta pel·lícula «avatar tardà del neorealisme». Se li han assenyalat a més les influències, més o menys tergiversades, d'autors com Franz Kafka i Nikolai Gogol, i les del Vittorio de Sica de Umberto D i El lladre de bicicletes. Jean A. Gili, per part seva, considera que la pel·lícula constitueix «en dos nivells l'observació gairebé clínica d'un individu que accepta sense piular la integració que el condemna» a buròcrata de vida fosca; és «la denúncia sorda d'un sistema econòmic que transforma les il·lusions juvenils en acceptació passiva d'un treball que esterilitza l'ànima i el cos».

## Localització
La pel·lícula va ser rodada en Meda (perifèria de Milà, Llombardia). Els edificis milanesos de la companyia anònima en la qual treballa el protagonista de la pel·lícula corresponen als de la signatura EdisonVolta, per a la qual Olmi havia treballat en els anys cinquanta en la creació de desenes de documentals industrials.
La pel·lícula també mostra imatges de la Piazza San Babila, que seria totalment reconstruïda per les obres per a la construcció del metro de Milà.

## Repartiment
- Loredana Detto, com Antonietta Masetti.
- Tullio Kezich, com el psicòleg.
- Sandro Panseri, com Domenico Cantoni.
- Mara Revel, com a senyora d'edat.

## Premis
Guanyadora
- Premis del British Film Institute: Sutherland Trophy, Ermanno Olmi; 1961.
- 22a Mostra Internacional de Cinema de Venècia: Premi de la crítica, Ermanno Olmi; 1961.
- David di Donatello 1962: David di Donatello al millor director_ Ermanno Olmi; 1962.
- Seminci de 1962: Espiga d'Or